# Província de Jambi
Jambi és una província d'Indonèsia a la costa est de Sumatra central. La capital de la província és la ciutat de Jambi. La població de la província és de 2.407.000 habitants (2000), en una superfície de 53.436 km².

## Història
Una expedició del 1275 del rei Kertanegara de Singasari (regnat 1254-1292) a l'est de Java contra el regne de Malayu, és a dir Jambi, és mencionada en el Nagarakertagama, un poema èpic escrit el 1365 sota el regnat del rei Hayam Wuruk (1350-1389) de Majapahit. Jambi mantenia una bona relació amb la Xina de Kubilai Khan, però aquest atac va fer enterbolir les relacions entre la Xina i Java.
Una estàtua trobada al centre de Sumatra porta una inscripció datada de 1286 que precisa que aquesta estàtua és un present de Kertanegara al "poble de Malayu i el seu rei".
Els anglesos establiren una colònia a Jambi cap al 1615. A la mateixa època, el soldanat de Jambi decideix una aliança amb el de Johor sobre la península malaia, amenaçat pel soldanat d'Aceh al nord de Sumatra. Jambi, després de molt de temps sota la influència del regne javanès de Mataram, acaba rebutjant aquesta sobirania feudal el 1663 i decideix cooperar amb la VOC (Vereenigde Oostindische Compagnie o "Companyia holandesa de les Índies orientals") de la colònia holandesa establerta el 1602 i que hi restaria fins al 1724. Aquesta relació declinava aproximadament l'any 1770, i el soldanat passava a tenir poca relació amb els neerlandesos durant aproximadament seixanta anys.
El 1833, el soldà Muhammad Fakhruddin demana l'ajuda dels holandesos per lluitar contra els pirates que freqüenten les seves costes. De fet, el soldà envaeix una regió del soldanat de Palembang, però és rebutjat per les tropes d'aquest. Els holandesos aprofiten l'ocasió per imposar-li un tractat pel qual reconeix la seva sobirania feudal. Els holandesos instal·len una guarnició a Jambi. El 1858, el príncep Taha Saifuddin es nega a signar un tractat amb els holandesos, que ataquen Jambi. Taha fuig a l'interior. La seva resistència durarà fins que sigui mort per una patrulla governamental el 1904.
El soldà Zainuddin abdica el 1899. Com que els holandesos i l'aristocràcia no aconsegueixen posar-se d'acord per a un successor, el territori és posat sota la tutela del resident holandès de Palembang. Aquest acte provoca l'aixecament de la noblesa de Jambi, la qual no serà reprimida fins al 1907.

## Divisions administratives
La província de Jambi es divideix en nou regències (kabupaten) i una ciutat (kota):
- Batang Hari
- Bungo
- Jambi (ciutat)
- Kerinci
- Merangin
- Muaro Jambi
- Sarolangun
- Tanjung Jabung Timur
- Tanjung Jabung Barat
- Tebo